# Beweging van de dertigste mei

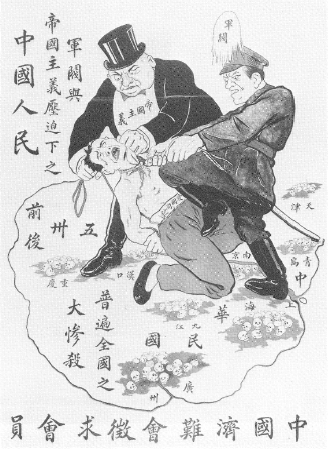
Een propagandaposter die toont hoe een buitenlandse industrieel en een lokale krijgsheer een Chinese patriot martelen

De Beweging van de dertigste mei (vereenvoudigd Chinees: 五卅运; Pinyin: wǔsà yùndòng) was een grote arbeiders- en anti-imperialistische beweging in de republiek China. De naam van deze beweging is afgeleid van 30 mei 1925; de dag waarop de politie van Shanghai een groep protesterende studenten arresteerde waarna er een gewelddadige rel uitbrak die resulteerde in meerdere protesten tegen buitenlanders.
De beweging vond haar oorsprong tijdens de nasleep van de Tweede Zhili-Fengtian oorlog, waarbij de door Engeland en Amerika gesteunde Zhili-overheid werd verdreven door de pro-Japanse krijgsheer Zhang Zuolin. Hij liet een regering opstellen die werd geleid door Duan Qirui, maar deze kende grote financiële problemen. Bovendien begonnen de Kwomintang en Communistische partijen met een reeks campagnes tegen het imperialisme. Op 15 mei werd de communist Ku Chen-Hung doodgeschoten door een Japanner. In de weken na zijn dood groeide hij met name onder studenten uit tot een martelaar. Meer en meer protesten en stakingen volgden.
In de ochtend van 30 mei 1925 arresteerde de politie van Shanghai 15 leiders van een studentenprotestactie op de Nankingweg. Ze werden naar het politiebureau van Louza gebracht, waar zich al snel een woedende menigte verzamelde die de vrijlating van de 15 eiste. Toen de situatie steeds verder escaleerde, dreigde politie-inspecteur Edward Everson te zullen schieten op de betogers. Om 3:37 in de middag maakte hij zijn dreigement waar. Ten minste vier demonstranten kwamen om bij de beschieting, en nog vijf anderen bezweken later aan hun verwondingen. 14 mensen werden in het ziekenhuis opgenomen en vele anderen raakten gewond.
Het incident leidde in heel China tot protesten, stakingen en het boycotten van westerse producten. Op meerdere plaatsen werd de noodtoestand uitgeroepen. Vooral Hongkong werd zwaar getroffen; daar gingen de stakingen tot halverwege 1926 door.